# Чорнобривкинська сільська рада
Чорнобри́вкинська сільська́ ра́да — колишній орган місцевого самоврядування в Путивльському районі Сумської області. Адміністративний центр — село Чорнобривкине.

## Загальні відомості
- Населення ради: 612 особи (станом на 2001 рік)

## Населені пункти
Сільській раді підпорядковані населені пункти:
- с. Чорнобривкине
- с. Голубкове
- с. Іллінське
- с. Плотникове
- с. Суворове
- с. Трудове

## Склад ради
Рада складається з 12 депутатів та голови.
- Голова ради: Григор'єв Петро Іванович

### Керівний склад попередніх скликань
| Прізвище, ім'я, по батькові | Основні відомості                                                 | Дата обрання | Дата звільнення |
| --------------------------- | ----------------------------------------------------------------- | ------------ | --------------- |
| Григор'єв Петро Іванович    | Сільський голова, 1956 року народження, освіта вища, безпартійний | 26.03.2006   | 31.10.2010      |
| Григор'єв Петро Іванович    | Сільський голова, 1956 року народження, освіта вища, безпартійний | 31.10.2010   |                 |

Примітка: таблиця складена за даними сайту Верховної Ради України